# Capela de Nossa Senhora da Glória
A Capela de Nossa Senhora da Glória é uma histórica capela localizada na cidade de Curitiba, capital do Paraná. A capela foi a sexta igreja católica construída na cidade. 
Pertencente a Mitra Diocesana desde a década de 1960, a capela começou a ser construída em 4 de dezembro de 1895 e inaugurada em 25 de novembro de 1896. Sua construção foi idealizada pelo desembargador Agostinho Ermelino de Leão.
Dedicada à Nossa Senhora da Glória, foi a partir desta capela que originou o nome do bairro Alto da Glória. Em 1960 a família Leão cedeu a capela para que lá fossem feitas as novenas à Nossa Senhora do Perpétuo Socorro e em 1969 esta novena passou para outro templo religioso pois a capela passou a ser muito pequena para os devotos que participavam deste evento religioso e em seguida os Leões doaram a capela aos atuais donos.